# فدریکا مورو
فدریکا مورو (ایتالیایی: Federica Moro؛ زادهٔ ۲۰ فوریهٔ ۱۹۶۵) هنرپیشه و مدل اهل ایتالیا است.
از فیلم‌ها یا سریال‌های تلویزیونی که وی در آن نقش داشته‌است می‌توان به قمار، دانشکده (فیلم) و دانشکده (سریال تلویزیونی) اشاره کرد.